# Sainte-Cécile (Vendée)
Sainte-Cécile ist eine französische Gemeinde mit 1.587 Einwohnern (Stand: 1. Januar 2022) im Département Vendée in der Region Pays de la Loire; sie gehört zum Arrondissement La Roche-sur-Yon und zum Kanton Chantonnay (bis 2015: Kanton Les Essarts). Die Einwohner werden «Céciliens» genannt.

## Geografie
Sainte-Cécile liegt etwa 30 Kilometer ostnordöstlich von La Roche-sur-Yon am Petit Lay. Umgeben wird Sainte-Cécile von den Nachbargemeinden Sainte-Florence und L’Oie im Norden, Mouchamps im Nordosten, Saint-Vincent-Sterlanges im Osten, Saint-Germain-de-Prinçay im Osten und Südosten, Chantonnay im Süden und Südosten, Saint-Hilaire-le-Vouhis im Südwesten, Saint-Martin-des-Noyers im Westen sowie Essarts en Bocage im Nordwesten.
Durch die Gemeinde führt die Autoroute A83.

## Einwohner
| Jahr      | 1946  | 1954  | 1962  | 1968  | 1975  | 1982  | 1990  | 1999  | 2006  | 2013  |
| --------- | ----- | ----- | ----- | ----- | ----- | ----- | ----- | ----- | ----- | ----- |
| Einwohner | 1.359 | 1.312 | 1.338 | 1.232 | 1.159 | 1.180 | 1.179 | 1.219 | 1.414 | 1.533 |

## Sehenswürdigkeiten

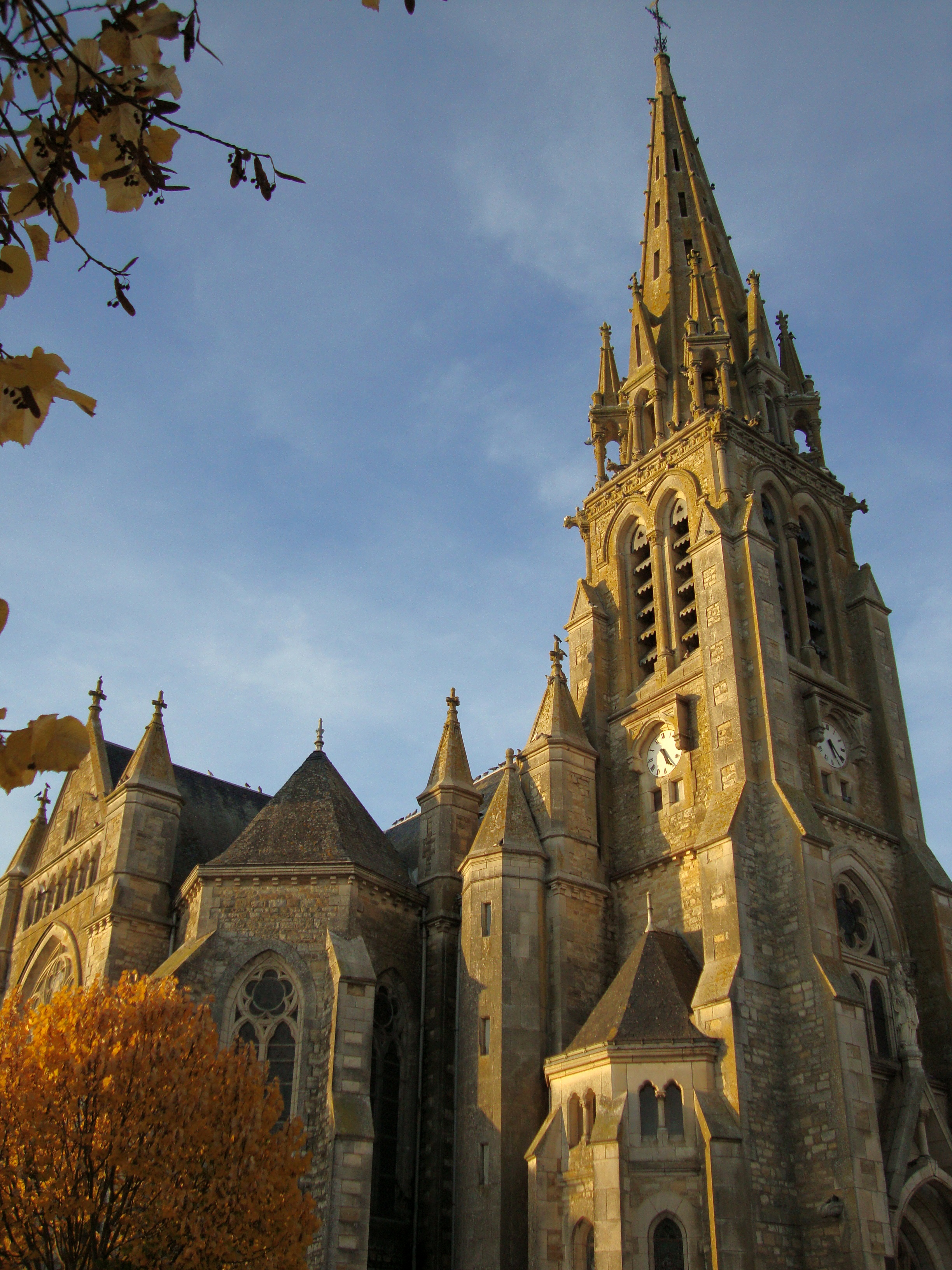
Kirche Sainte-Cécile

- Kirche Sainte-Cécile, 1899 bis 1903 erbaut, seit 2007 Monument historique